# Alessio Nieri
Alessio Nieri, né le 13 avril 2001 à Santa Maria a Monte, est un coureur cycliste italien.

## Biographie
Alessio Nieri est originaire de Santa Maria a Monte une commune située en Toscane. Vers l'âge de seize ans, il participe à ses premières courses cyclistes en VTT. Il passe ensuite au cyclisme sur route. Rapidement, il se fait remarquer par ses qualités de grimpeur,, en particulier dans des contre-la-montre en côte. 
En 2020, il rejoint l'équipe Mastromarco-Sensi-FC Nibali pour ses débuts espoirs (moins de 23 ans). L'année suivante, il se classe notamment deuxième du Giro del Valdarno chez les amateurs et septième d'une étape sur le Tour d'Italie espoirs. Il participe également au Tour de Toscane, sous les couleurs d'une sélection nationale italienne. Au milieu des professionnels, il parvient à prendre la trente-deuxième place.  
Il passe professionnel en 2022 au sein de l'équipe Bardiani CSF Faizanè. Il commence sa saison en Turquie, avant de prendre le départ du Gran Camiño. On le retrouve ensuite engagé dans diverses courses italiennes. Début mai, il termine onzième de la Carpathian Couriers Race, réservée aux coureurs de moins de 23 ans. Durant cette épreuve, il se classe sixième du contre-la-montre en côte, disputé le dernier jour.
En mars 2023, il est échappé sur Milan-Turin. Quatre mois plus tard, il remporte le classement de la montagne du Tour du lac Qinghai. 

## Palmarès
- 2020
  - Cronoscalata Per Sempre Alfredo[4]
- 2021
  - 2e du Giro del Valdarno